# Léon Formose de Barbançois
Léon Formose de Barbançois (Villegongis, 24 maart 1792 - Tours, 9 november 1863) was een Frans politicus ten tijde van het Tweede Franse Keizerrijk.

## Biografie
Van 1849 tot de staatsgreep van 2 december 1851 was Léon de Barbançois volksvertegenwoordiger voor het Indre. Hij bevond zich ter rechterzijde van het politieke spectrum. Op 27 maart 1852 werd de Barbançois door keizer Napoleon III benoemd tot senator. Hij zou in de Senaat blijven zetelen tot zijn overlijden in 1863.